# Abstémius
Laurentius Abstémius, aussi connu sous le nom de Lorenzo Bevilaqua, est un fabuliste et bibliothécaire italien humaniste.

## Biographie
Né à Macerata Feltria, près d'Ancône, à la fin du XVe siècle, Laurentius Abstémius est professeur de belles-lettres à Urbino. Il a eu comme élève Frédéric III de Montefeltro, duc d'Urbino. Ce dernier l'a ensuite nommé son bibliothécaire.

## Œuvres
On a de lui, sous le titre d’Hecatomythium, un premier recueil de cent fables, en partie traduites du grec, en partie de son invention, qui parut pour la première fois avec une traduction des fables d'Ésope, à Venise, en 1495. Il y ajouta plus tard cent autres fables, sous le titre d’Hecatomythium secundum (Venise, 1499). L'ensemble est repris dans un recueil de 1536 qui comporte ces 200 fables ainsi que des fables de Lorenzo Valla, Érasme, Aulu-Gelle et quelques autres. L'ouvrage a été mis à l'Index par l'Église en raison de ses attaques contre le clergé.
Jean de La Fontaine s'est inspiré d'une vingtaine de ses fables. Ainsi Les Obsèques de la lionne est une adaptation de la fable Le Lion irrité contre le cerf joyeux lors de la mort de la lionne (Abstemius II, 48), tout comme Les Vautours et les Pigeons, qui est une adaptation de Les Vautours en guerre entre eux et pacifiés par les colombes (Abstemius I, 96). Il s'en est aussi inspiré notamment pour L'Oiseleur, l'Autour et l'Alouette, La Jeune Veuve, Les Femmes et le Secret, La Mort et le Mourant et Le Vieillard et les Trois Jeunes Hommes.
Abstemius a également publié des épigrammes, ainsi que des notes sur des passages difficiles d'auteurs latins, publiées sous le titre Annotationes variae et Libri duo de quibusdam locis obscuris in libro Ovidii.